# 374 v.Chr.
Het jaar 374 v.Chr. is een jaartal volgens de christelijke jaartelling.

## Gebeurtenissen

### Griekenland
- Athene sluit een kortstondig vredesverdrag met Sparta.
- Koning Evagoras I van Salamis, de onbetwiste leider van Cyprus, en zijn zoon Pnythagoras worden door een eunuch vermoord.
- Nicocles van Salamis, een jongere zoon, volgt zijn vader Euagoras I op en geeft ondanks een vrijwel lege schatkist een grote som geld aan de redenaar Isocrates om een lofrede over zijn vader te schrijven.
- Sparta bezet Korfoe, de Atheense admiraal Timotheus herovert het eiland en verslaat de Spartaanse vloot.
- In Athene wordt een wet aangenomen die de belasting op graan regelt.[1]

### Sicilië
- De Carthagers onder leiding van Mago III vernietigen een Syracusaans leger bij Cronium

### Europa
- Koning Gurguit Barbtruc (374 - 369 v.Chr.) volgt zijn vader Belinus op en sticht het koninkrijk Ierland.

## Overleden
- Evagoras I (~435 v.Chr. - ~374 v.Chr.), koning van Salamis op Cyprus (61)
- Leptines van Syracuse (~430 v.Chr. - ~374 v.Chr.), generaal van Syracuse en broer van Dionysius I

## Verwijzingen
1. ↑  The Athenian Grain-tax Law of 374/3 B.C. Ronald S. Stroud. 1998 ASCSA ISBN 0-87661-529-9